# Киньонес, Эктор
 Эктор Киньонес  (исп. Héctor Quiñónes; 17 марта 1992, Кали) — колумбийский футболист, защитник клуба «Америка де Кали».

## Клубная карьера
Родился 17 марта 1992 года в Кали. Воспитанник футбольной школы клуба «Депортиво Кали» . Взрослую футбольную карьеру начал в 2010 году в основной команде того же клуба, в которой провёл один сезон, приняв участие в 20 матчах чемпионата.
Привлёк внимание представителей тренерского штаба клуба «Атлетико Хуниор», в состав которого присоединился на условиях аренды в 2012 году.
В том же году заключил контракт с португальским «Порту».

## Выступления за сборные
В 2009 году дебютировал в составе юношеской сборной Колумбии, принял участие в 5 играх на юношеском уровне, отметившись 1 забитым голом.
В течение 2010—2012 годов был задействован в состав молодёжной сборной Колумбии, в составе которой принял участие в домашнем молодёжном чемпионате мира 2011 года. Всего на молодёжном уровне сыграл в 5 официальных матчах.

## Достижения
- Чемпион Португалии: 2012/13